# PMC-Sierra
PMC-Sierraは通信、ストレージ、印刷、組み込みシステム分野のデバイスの開発と販売を行っていたファブレス半導体メーカーである。
2016年1月15日、PMC-SierraはMicrosemiに子会社のLois Acquisitionを通じて買収された。

## 歴史
Sierra Semiconductorは1984年にカリフォルニア州サンノゼで設立され、1991年に株式公開された。1984年1月11日にセコイア・キャピタルから出資を受けた。
Pacific Microelectronics Centre（カナダ連邦ブリティッシュコロンビア州バーナビー）はMicrotel Pacific Research（当時のBC TELの研究機関）からATM用と後にSONET用のチップを開発するために分社化された。Sierra Semiconductorからの出資を受け、PMCは1992年にネットワーク用半導体提供のための非公開企業として設立された。そして、1994年にSierra Semiconductorの独立した子会社となった。Microtelは現在、ベライゾンの一部となっている。
1996年8月、Sierra Semiconductorはネットワーク用以外の分野の再編とネットワーク用製品への注力のためにパーソナルコンピュータ向けのモデム用チップセットから撤退することを発表した。1997年にはインターネットワーク向け半導体への注力を反映し、社名をPMC-Sierraへと変更した。
2006年5月、PMC-SierraはFTTH用system-on-chipの開発を行っているPassaveを3億ドル相当の株式交換で買収した。Passaveはボストンに本社を、イスラエル国テルアビブに開発センターを有していた。
2010年6月、スティールパートナーズに乗っ取られたアダプテック (Adaptec, Inc.) を買収。
2010年10月22日にはPMC-SierraはWintegraを2.4億ドルで買収した。Wintegraは165人の従業員を有し、その研究開発チームの多くはイスラエル国ラーナナとテキサス州オースティンにいた。
2015年秋、Skyworks SolutionsとMicrosemiはPMC-Sierraを買収しようとした。2015年11月24日にMicrosemiはPMC-Sierraの買収に合意したと発表した。

## 技術と製品
PMC-Sierraは都市部、アクセス、FTTH、無線インフラ、エンタープライズおよびチャネルストレージ、レーザープリンター、家電製品のための広帯域通信およびストレージのための半導体を提供している。PMCは250品目以上の半導体デバイスを有しており、それらは通信ネットワークサービスプロバイダや企業に機器を販売するメーカーへ販売される。PMC-Sierraは「ファブレス」の半導体企業であり、製品のデザインとテストは行うが、製造と組み立てはサードパーティの製造業者に委託している。
PMC-Sierraの顧客には以下の企業が含まれる：HP、EMC、ファーウェイ、シスコ、アルカテル・ルーセント、富士通、日立、三菱、ZTE、ジュニパー。
PMC-Sierraは通信およびストレージ向け事業に注力している半導体企業と競争関係にある。その例としてはApplied Micro Circuits、ブロードコム、Exar Corporation、コネクサント、LSI、マーベル、Mindspeed、Transwitch、Vitesse、アジレント、フリースケール、インテル、IBM、Infineon、モトローラ、NEC、テキサス・インスツルメンツ、東芝があげられる。

### エンタープライズストレージ
ストレージネットワークとシステム用に、PMC-Sierraは信号一貫性、柔軟性と診断機能を有した製品を高速化するシステムとマネージメントのために提供している。ストレージシステムとサーバRAID用には3G、6G、12GのSAS/SATAインターコネクトとコントローラ製品を、SAN/NASストレージやスイッチファブリック用途には4Gおよび8GのFibre Channelコントローラとシステムインターコネクト製品を提供している。

### チャネルストレージ
PMC-SierraはAdaptecからチャネルストレージ事業を買収した。この事業は"Adaptec by PMC"と名付けられ、SAS/SATA RAID アダプタを製造している。

### 有線インフラストラクチャ
PMC-Sierraは都市圏アクセス、都市圏データ転送、FTTH/PON、Ethernet over SONET/SDH、Optical Transport Network (OTN)、無線基地局のための相互運用性のある通信用ICをDS-0からOC-192幅広く提供している。PMCはOTN市場を自らのデバイスHyPHYおよびMETAによって10Gと20Gで可能にしている。

### 無線インフラストラクチャ
PMC-Sierraの半導体の中には無線サービスプロバイダの2G、2.5G、3G無線機器のためのものもある。この中には無線バックホールのためのMIPSベースのネットワークプロセッサや、MC-GSM、CDMA2000、WCDMA、LTEに用いられる400MHzから4GHzの周波数帯域で動作する広帯域無線モジュールのためのRFICも含まれる。PMC-Sierraの無線ソリューションは現行および発展途中のLTE、CDMA、WCDMAの業界標準を満たすようにデザインされている。

### Fiber To The Home (PON)
PMC-SierraはFiber To The Homeブロードバンドアクセスネットワーク機器のためのギガビットEPONソリューションで知られている。PMC-SierraはEPON (IEEE 802.3ah Ethernet in the First Mile)、10G EPON (IEEE 802.3av)、GPON (ITU-T G.984)の規格に対応した製品を提供している。PMC-Sierraのsystem-on-chipソリューションはオフィスと顧客の機器をエンドツーエンドギガビット帯域接続を提供している。

### レーザプリンターと複合機
PMC-Sierraはレーザープリンターと複合機の両方のためのディスクリートとSystem-on-chipのソリューションを提供している。250MHzから1GHzのパフォーマンスの拡張性あるマイクロプロセッサで、レーザープリンターと複合機のメーカーに使用されている。

## 企業構造

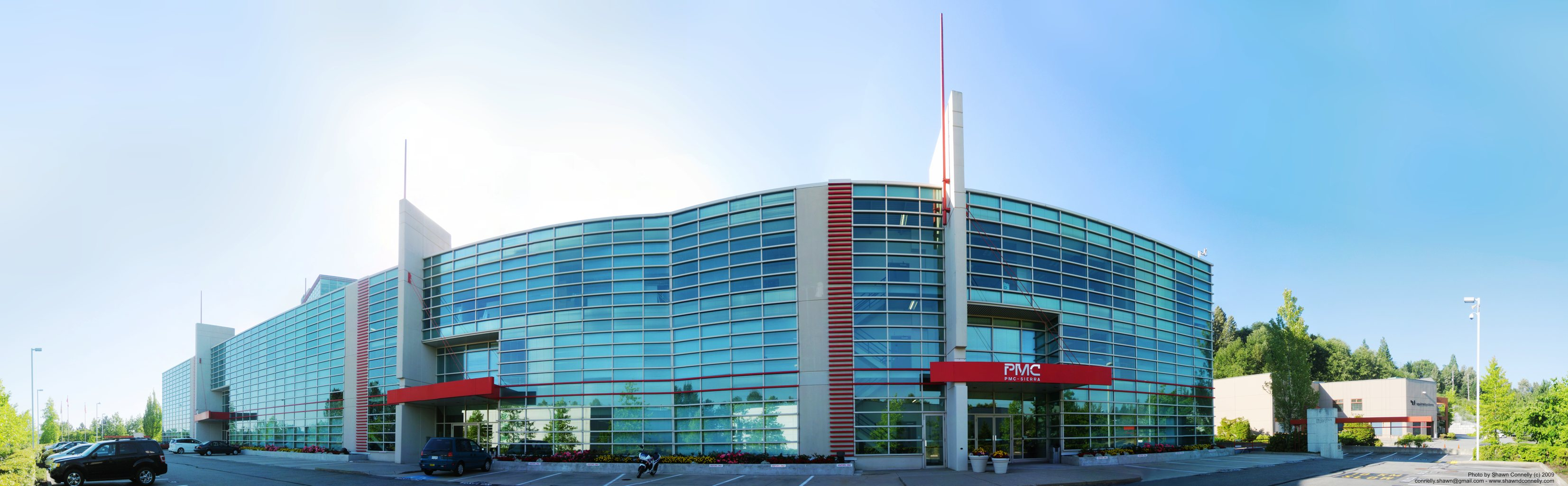
カナダ バーナビーにあるPMC-Sierraの建物

PMC-Sierraの従業員は活発な採用、募集、買収によって1100人に達した。空きのある職はウェブサイトに掲載されている。
2012年の時点でPMC-Sierraは以下に拠点がある。
本社(Corporate Head Office)：アメリカ合衆国カリフォルニア州サニーベール

本社(Operations Head Office)：カナダブリティッシュコロンビア州バーナビー

国際本社(International Head Office)：マレーシアペナン州
設計センター
- オースティン
- アルバータ州カルガリー
- コロラドスプリングス
- ポートランド
- ロチェスター
- ローズビル
- サスカトゥーン

販売センター
- 北京
- ドイツ
- ソウル
- 台北
- 横浜

設計販売センター
- アレンタウン
- バンガロール
- バーナビー
- ヘルツリーヤ
- モントリオール
- ペナン州
- サニーベール
- 上海
- 深圳市

PMC-Sierraはいくつかのハイテク企業同様、市場の現在の要求にこたえるために再編を行った。
| 実施日     | 影響を受けた従業員の数                             |
| ---------- | -------------------------------------------------- |
| 1996年8月  | 150人                                              |
| 1997年6月  | Sierra SemiconductorがPMC-Sierraに社名を変更した。 |
| 2001年     | 350人。全従業員の24%にあたる。                     |
| 2003年1月  | 176人                                              |
| 2005年6月  | 89人                                               |
| 2006年1月  | 30人                                               |
| 2006年8月  | 30〜40人                                           |
| 2007年3月  | 175人                                              |
| 2007年12月 | 18人                                               |
| 2010年3月  | 9人                                                |